# Poecile superciliosus
El carbonero cejiblanco o carbonero de cejas blancas (Poecile superciliosus) es una especie de ave paseriforme de la familia Paridae endémica de Asia. 

## Distribución y hábitat
Es endémica de los bosques de las montañas del suroeste de China. Se reproduce en bosques de arbustos alpinos de Berberis, Rhamnus, rododendro y Salix, en altitudes de 3000 a 4000 m descendiendo en invierno a niveles ligeramente inferiores a bosques de coníferas, principalmente Picea. 